# 1919 en Saskatchewan
Chronologie de la Saskatchewan
- 1915
- 1916
- 1917
- 1918
- 1919
- 1920
- 1921
- 1922
- 1923

Cette page concerne des événements d'actualité qui se sont produits durant l'année 1919 dans la province canadienne de la Saskatchewan.

## Politique
- Premier ministre : William Melville Martin
- Chef de l'Opposition :
- Lieutenant-gouverneur : sir Richard Stuart Lake
- Législature :

## Événements
- 15 février : remaniement du gouvernement :

| Fonction | Titulaire | Titulaire                          | Parti   |
| --- | --------- | ---------------------------------- | ------- |
| Président du conseil exécutif Ministre de l'Éducation Ministre des Chemins de fer Ministre des Téléphones et Télégraphes (à partir du 01/03/1921) |           | William Melville Martin            | Libéral |
| Ministre de l'Agriculture (jusqu'au 26/04/1920) Trésorier provincial                                                                              |           | Charles Avery Dunning              | Libéral |
| Ministre de l'Agriculture (à partir du 26/04/1920)                                                                                                |           | Charles McGill Hamilton            | Libéral |
| Procureur général |           | William Ferdinand Alphonse Turgeon | Libéral |
| Ministre des Routes |           | Samuel John Latta                  | Libéral |
| Ministre des Affaires municipales |           | George Langley                     | Libéral |
| Secrétaire Provincial (jusqu'au 28/02/1921) Ministre des Téléphones (jusqu'au 01/03/1921)                                                         |           | William Erskine Knowles            | Libéral |
| Ministre des Travaux publics |           | Archibald Peter McNab              | Libéral |

## Naissances
- 1er août : Jack A. Butterfield, né  à Régina et mort le 16 octobre 2010[1] à Springfield dans le Massachusetts aux États-Unis, est une personnalité du hockey sur glace professionnel nord-américain.